# Чандракирти
Чандракирти (дев. चन्द्रकीर्ति, тиб. zla.ba. grags.pa., Dawa Drakpa, родился около 600 н. э., ) — выдающийся индийский мыслитель, буддийский монах, настоятель монастыря Наланда, последователь Нагарджуны и комментатор его работ. Внёс значительный вклад в развитие школы Мадхъямака-Прасангака.
Считается, что Чандракирти смог отстоять позиции прасангаки, сформулированные Буддхапалитой и найти достойную критику Бхававивеке, представителю ответвления Сватантрика.
Чандракирти признан мастером полемики. Помимо сватантрики, он жёстко критиковал учение Дигнаги, на которую сватантрики активно ссылались, а также всю систему Виджнянавады (Йогачары) в целом. Он вёл также успешную полемику с брахманизмом и с немахаянскими школами буддизма.
Существенные выводы делает Чандракирти, комментируя "Муламадхъямака-карику" Нагарджуны. Хорошо известны его «Семь шагов логических рассуждений», где он логически обосновывает отсутствие абсолютной основы дхарм (явлений), определяя относительную реальность. Труды Чандракирти оценил реформатор тибетского буддизма Лама Цонкапа, взяв его труды за основу учения основанной им школы Гэлуг.

## Сочинения
Чандракирти считается автором нескольких сочинений, которые имеются в тибетском переводе .
- Мадхъямака-аватара ("Введение в Мадхъямаку") — трактат в 376 стихах в 11 главах с автокомментарием. Проводится опровержение причинности, объясняется двойственность (найратмья) и 16 видов «Пустотности» (Шуньята). Рассуждения опираются на Муламадхъямака-карику Нагарджуны: вещи не возникают от самих себя, от других вещей, от того и другого вместе и не являются в то же время беспричинными).[5]
- Чатухшатака-тика ("Комментарий к Четырёхсотстишью") — комментарии на Чатухшатаки-мадхъямаку Арьядэвы (III век);  полемика с индийскими философскими  школами санкхьи и вайшешики. [6]
- Прасаннапада ("Яснословие") — комментарий к Мулямадхъямака-карике Нагарджуны, сохранившееся в санскритском оригинале. Помимо полемики с буддистами-сарвастивадинами, а также с вайшешиками и санкхьяиками Чандракирти выдвигает концепции двух уровней истины (абсолютной и относительной), метафорического обозначения предметов учения и логической когерентности (юкти).
- Юктишаштикавритта (Yuktiṣaṣṭikāvṛtti) - Комментарии в шестидесяти станцах по поводу логических рассуждений
- Шуньятасаптативритти (Shūnyatāsaptativṛtti)  - Комментарии в семидесяти станцах о Пустоте
- Тришаранасаптати (Triśaraṇasaptati) - Семьдесят стихов о принятии Убежища

## Переводы
- Чандракирти. Введение в Мадхъямику / Пер. с тибет. А.М. Донца. СПб.: «Евразия», 2004. 464 с.